# José Leonardo Ribeiro da Silva
José Leonardo Ribeiro da Silva (* 5. Februar 1988 in São Paulo), meist Leonardo genannt, ist ein brasilianischer Fußballspieler.

## Karriere
In der Jugend spielte Leonardo für FC São Paulo. Seit 2009 steht er im Kader der ersten Mannschaft. 2009 wurde er für zwei Monate an den unterklassigen Verein Toledo Colônia Work ausgeliehen, seit 2010 steht er auf Leihbasis in den USA bei der LA Galaxy unter Vertrag. Am 7. Februar 2012 wurde er fest von LA Galaxy verpflichtet.
Am Ende der Saison 2016 wurde sein Vertrag in Los Angeles nicht verlängert. Leonardo wechselte daraufhin am 5. Januar 2017 zu Houston Dynamo.

## Titel und Ehrungen
LA Galaxy
- MLS Cup (2011, 2012, 2014)
- MLS Supporters’ Shield (2010, 2011)